# Panorama dnia (TVP2)
Panorama dnia – program informacyjny nadawany w TP2 w latach 1987–1991. 
Twórcą magazynu był Józef Węgrzyn, następnymi wydawcami byli między innymi Ireneusz Dulęba i Leszek Chybowski. Jedyne w ciągu dnia wydanie rozpoczynało się o godzinie 21:30 i trwało 15 minut. Pierwsze wydanie wyemitowano 30 marca 1987, a prowadziła je Zdzisława Guca. Następnie na zmianę ze Zdzisławą Gucą  program prowadzili Karol Sawicki i Bożena Targosz. Z programem współpracował Oskar Maria Bramski, odpowiadając za warstwę słowną oraz odpowiedzialny za część filmową Maciej Krogulski. 
Czołówką programu była kula ziemska na tle nocnego nieba. Czerwony napis "Panorama dnia" obracał się kilka razy wokół kuli ziemskiej. Muzyka do czołówki była oparta na remiksie muzyki do teleturnieju Rambit.
Ostatnie wydanie zostało emitowane 1 września 1991. Została zastąpiona przez nadawaną do dziś Panoramę.